# کئوتا (بنگلادش)
کئوتا (به لاتین: Keota) یک روستا در بنگلادش است که در استان باریسال و در ناحیه پیروج‌پور واقع شده است.